# Gaustadt

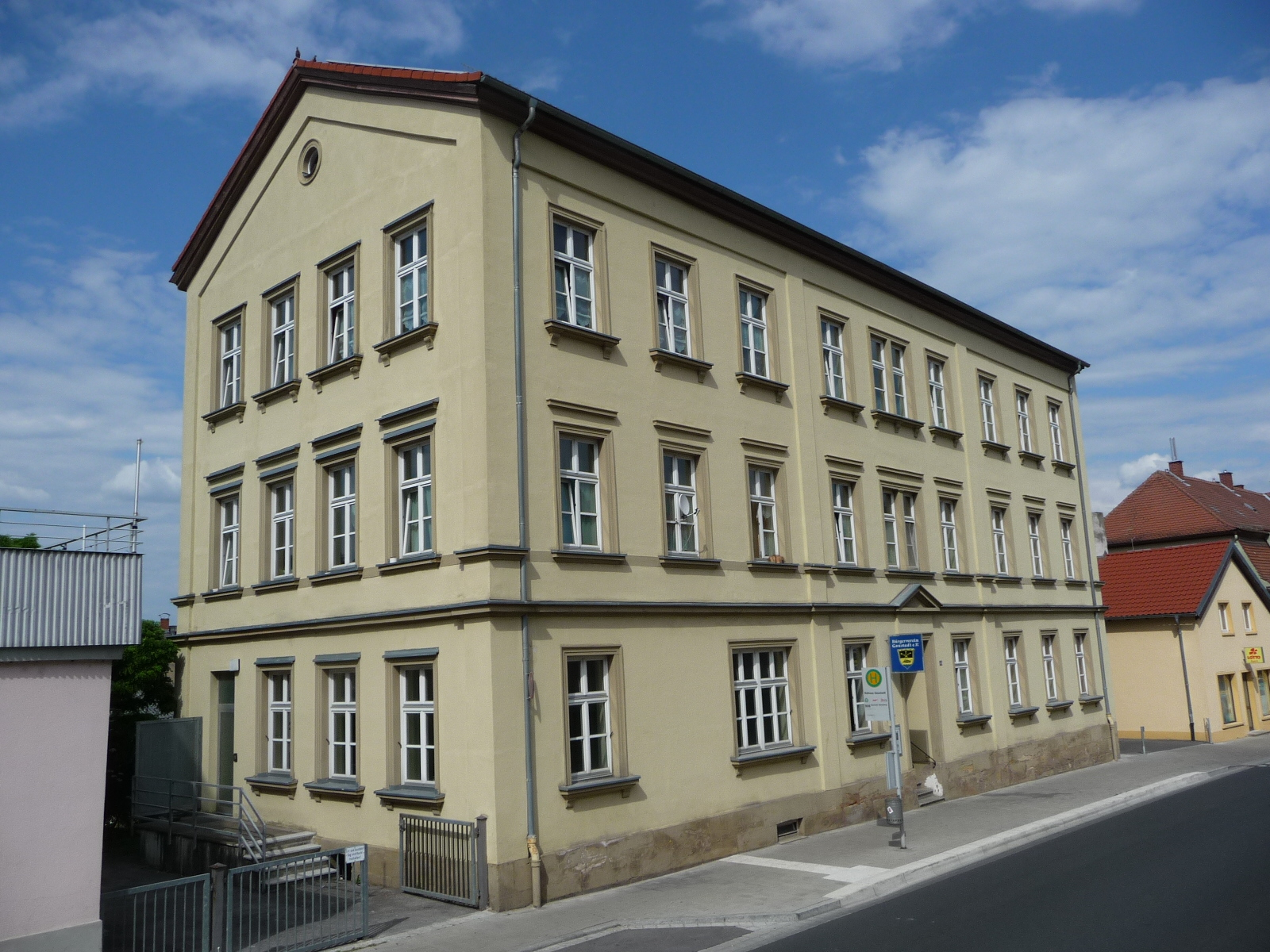
Frühere Schule und späteres Rathaus an der Ortsdurchfahrt

Gaustadt liegt an der Regnitz und ist eine ehemalige Gemeinde und heute westlicher Stadtteil der oberfränkischen Stadt Bamberg in Bayern, Deutschland.

## Geografie
Westlich von Gaustadt liegt Bischberg, im Norden erstreckt sich Hallstadt und im Süden wird der Stadtteil vom Michelsberger Wald umschlossen, benannt nach dem Kloster Michelsberg.

## Geschichte
Stifter des sogenannten Erchanbrecht- oder Erkenbertguts in Gaustadt war nach dem Nekrolog des Klosters Michelsberg der Priester Erkenbertus vom Kollegiatstift St. Jakob Bamberg.
Das Kollegiatstift St. Jakob wurde nach den Regesten der Bischöfe und des Domkapitels von Bamberg 1071–1072 unter Bischof Hermann gegründet und mit 25 Kanonikern besetzt. Im Sommer 1072 wurden die Kanoniker entfernt und der Ort mit allen Zugehörungen dem Abt Egbert von St. Michael zur Einführung der Mönchsregel übergeben. Das bedeutet, dass die Stiftung 1071/1072 erfolgte und Gaustadt damit erstmals urkundlich erwähnt wurde. Erkenbertus wurde am 22. März 1087 als Teilnehmer an der Synode der Bamberger Kirche und als Domherr von Bamberg erwähnt. Papst Innozenz IV. bestätigte 1251 die Besitzungen des Klosters Michelsberg, darunter auch Gaustadt.
Am 1. Juli 1972 wurde die damals größte Gemeinde des Landkreises Bamberg trotz einer einundneunzigprozentigen Ablehnung durch die Bürgerversammlung am 24. Juli 1971 im Rahmen der Gemeindegebietsreform in die Stadt Bamberg eingemeindet.
Der traditionelle Ortskern Gaustadts lag im Bereich rund um die Kapelle St. Sebastian und ist heute noch an den kleinen, verwinkelten Gassen in diesem Bereich erkennbar. Umgeben war Gaustadt zu dieser Zeit von Feldern, die zu den vielen Gaustadter Bauernhöfen gehörten. Die Ortsgrenze zu Bamberg lag dadurch ursprünglich etwa einen Kilometer weit vom eigentlichen Ort entfernt. Infolge der Errichtung der ERBA an der Gemeindegrenze zu Bamberg gegen Ende des 19. Jahrhunderts stieg die Nachfrage nach Wohnraum in Gaustadt stark an. So entwickelte sich zunächst der Bereich entlang der Hauptstraße in Richtung Bamberg, geprägt durch die Wohnhäuser des Fabrikbaus, sehr stark. Ab Mitte des 20. Jahrhunderts wurden zunehmend die Felder der ehemaligen Bauernhöfe, vor allem des Cherbonhofes (ehemals großer Hof im Osten Gaustadts), bebaut. Der Ort breitete sich dadurch zunächst im Bereich oberhalb der heutigen Pfarrkirche St. Josef bis hin zum Michaelsberger Wald im Süden und der Grenze zu Bamberg im Osten aus. Die ehemaligen Felder, auf denen sich heute die Ortsmitte befindet, sind teilweise noch an den Straßennamen zu erkennen (so wurde aus dem „Stammfeld“ die Stammfeldstraße, aus der „Sturz“ die Sturzstraße und aus der „Höhe“ die Höhenstraße). Der Westen wurde durch Bebauung des Gebietes rund um das sogenannte Eichhorn westlich des Sylvanersees erschlossen.
Heute ist der Übergang von Gaustadt nach Bamberg fließend, die Ortsgrenze ist nur noch am Ortsschild am Ende der Gaustadter Hauptstraße zu erkennen. Die letzten großen Neubaugebiete Gaustadts waren die Ökosiedlung unterhalb des Bamberger Wegs und die Siedlung am Ochsenanger. Seit Ende der Landesgartenschau Bamberg 2012 entstanden im Backsteinbau und auf dem Areal der ehemaligen ERBA neue Wohneinheiten. Ein weiteres großes Neubaugebiet entsteht auf dem Gelände der ehemaligen Ziegelei oberhalb des Gaustadter Friedhofs. Das ehemalige Gemeindegebiet Gaustadts ist damit weitestgehend durch Wohnbebauung erschlossen. Nur noch vereinzelte Baulücken sind vorhanden. Um der gleichbleibend hohen Nachfrage nach Wohnraum nachzukommen, gab es zuletzt Überlegungen über ein neues Wohngebiet zwischen dem Rothofer Weg und dem Ziegelhüttenweg südlich der Vogt- und Krötleinstraße.

## Einwohnerentwicklung
| Jahr | Einwohner |
| ---- | --------- |
| 1721 | 177       |
| 1760 | 202       |
| 1805 | 340       |
| 1879 | 1450      |
| 1910 | 2612      |
| 1925 | 2483      |
| 1933 | 2811      |
| 1939 | 3117      |
| 1946 | 3508      |
| 1950 | 3935      |

| Jahr       | Einwohner |
| ---------- | --------- |
| 1960       | 4673      |
| 1970       | 5632      |
| 01.07.1972 | 5628      |
| 31.12.1980 | 5389      |
| 31.12.1987 | 5423      |
| 31.12.1988 | 5694      |
| 31.12.1989 | 6005      |
| 31.12.1990 | 6127      |
| 31.12.1991 | 6225      |
| 31.12.1992 | 6287      |

| Jahr       | Einwohner |
| ---------- | --------- |
| 31.12.1993 | 6256      |
| 31.12.1994 | 6217      |
| 31.12.1995 | 6229      |
| 31.12.1996 | 6348      |
| 31.12.1997 | 6410      |
| 31.12.1998 | 6385      |
| 31.12.1999 | 6276      |
| 31.12.2000 | 6311      |
| 31.12.2001 | 6266      |
| 31.12.2002 | 6243      |

| Jahr       | Einwohner |
| ---------- | --------- |
| 31.12.2003 | 6149      |
| 31.12.2004 | 6202      |
| 31.12.2005 | 6071      |
| 31.12.2006 | 5902      |
| 31.12.2007 | 5835      |
| 31.12.2008 | 5807      |
| 31.12.2009 | 5753      |
| 31.12.2010 | 5722      |
| 31.12.2011 | 5765      |
| 31.12.2012 | 5917      |

| Jahr       | Einwohner |
| ---------- | --------- |
| 31.12.2013 | 5975      |
| 31.12.2014 | 5949      |
| 31.12.2015 | 5939      |
| 31.12.2016 | 6122      |
| 31.12.2017 | 6434      |
| 31.12.2018 | 6479      |
| 31.12.2019 | 6637      |
| 31.12.2020 | 6771      |
| 31.12.2021 | 7026      |
| 31.12.2022 | 7171      |

| Jahr       | Einwohner |
| ---------- | --------- |
| 31.12.2023 | 7240      |
| 31.12.2024 | 7263      |

Durch den Entwicklungsschub der Planungen für die Landesgartenschau 2012 und die anschließende Wohnbebauung und Universitätsansiedlung der ERBA-Insel (dieser neue Ortsteil von Gaustadt hatte am 31. Dezember 2024 1071 Einwohner) kam es ab 2011 wieder zu einer Steigerung der Einwohnerzahl. Zum 31. Dezember 2024 erreichte Gaustadt somit seine höchste Einwohnerzahl in der Geschichte.

## Wirtschaft und Infrastruktur

Logo der Landesgartenschau Bamberg 2012

Mit der Gründung der Mechanischen Baumwoll-Spinnerei und Weberei Bamberg im Jahre 1858, umgangssprachlich „Spinnerei“, später auch „ERBA“ (Erlangen-Bamberg) genannt, veränderte sich das Aussehen des ländlich geprägten Gaustadts und das Leben seiner Bewohner nachhaltig. Das ursprüngliche Klosterdorf entwickelte sich rasant zu einer Industrie- und Arbeitergemeinde. Mit dem Konkurs der ERBA AG 1993/1994 verlor Gaustadt seinen größten Arbeitgeber und seine wirtschaftliche Bedeutung in der Region. Auf dem Industriegelände entstand der Nordpark, dort fand die Landesgartenschau Bamberg 2012 statt. Noch vor dem Wintersemester 2012/13 bezog die Fakultät Wirtschaftsinformatik und Angewandte Informatik der Otto-Friedrich-Universität Bamberg ihren neuen Standort auf der ERBA-Insel.
Die derzeit größten Arbeitgeber Gaustadts sind das Unternehmen Rudolf Zimmermann, Bamberg GmbH, das Leuchten aller Art herstellt, mit ca. 350 und die Brauerei Kaiserdom mit ca. 60 Beschäftigten. Mit der Gasthausbrauerei Kronprinz gibt es seit 2016 eine zweite Braustätte im Stadtteil.
Gaustadt erfuhr Ende der 1980er und Anfang der 1990er Jahre eine weitere Veränderung und Vitalisierung durch die Erschließung und Bebauung des Cherbonhofviertels unter anderem mit der Ökosiedlung.

## Politik
Bürgermeister von 1945 bis 1972:
- Anton Krug (SPD) 1945–1946
- Johann Jäck (CSU) 1946–1952
- Peter Habermann (Freie Wähler) 1952–1960
- Kilian Krug (CSU) 1960–1966
- Andreas Stenglein (SPD) 1966–1972

## Sehenswürdigkeiten

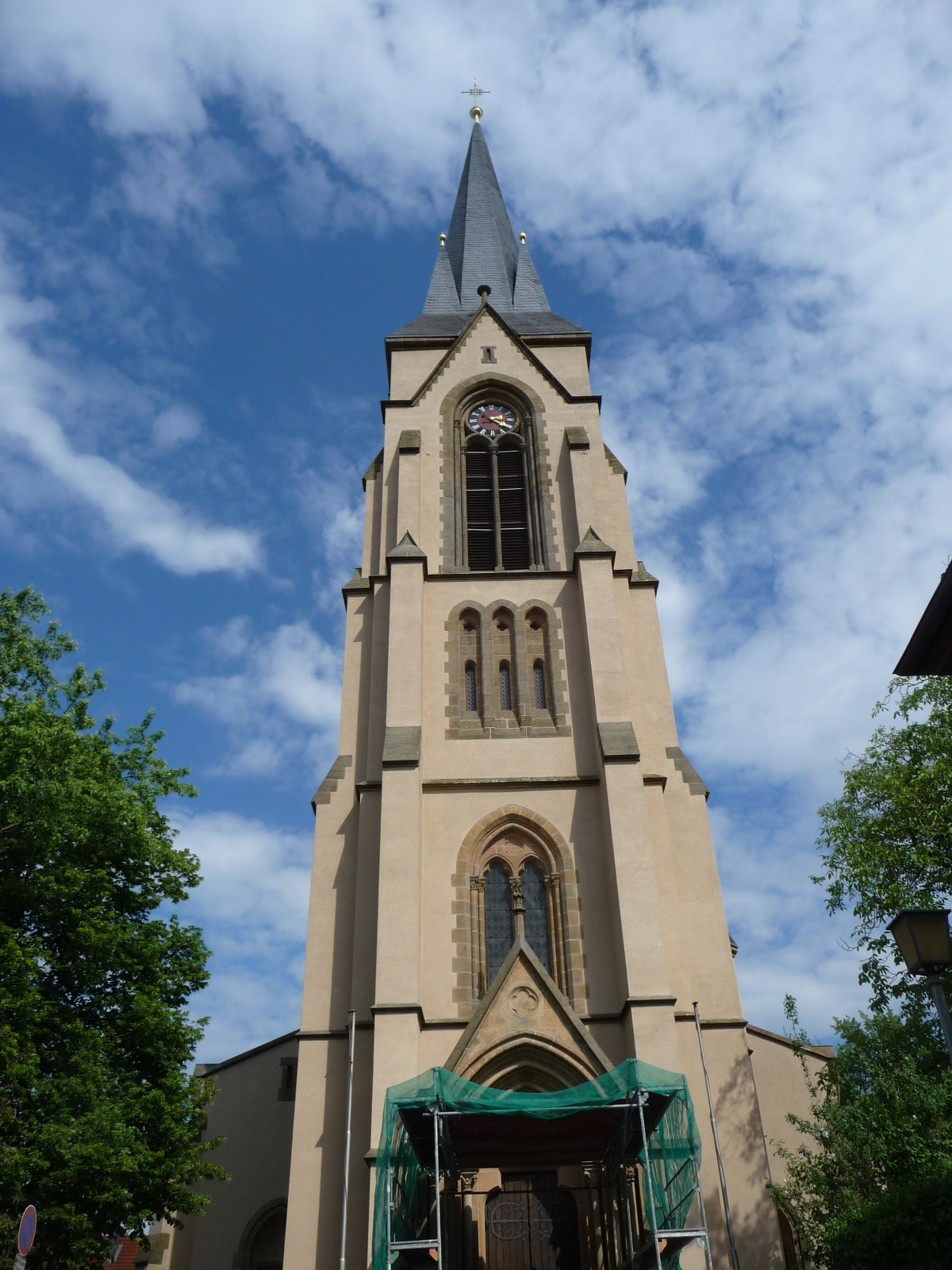
Pfarrkirche St. Josef
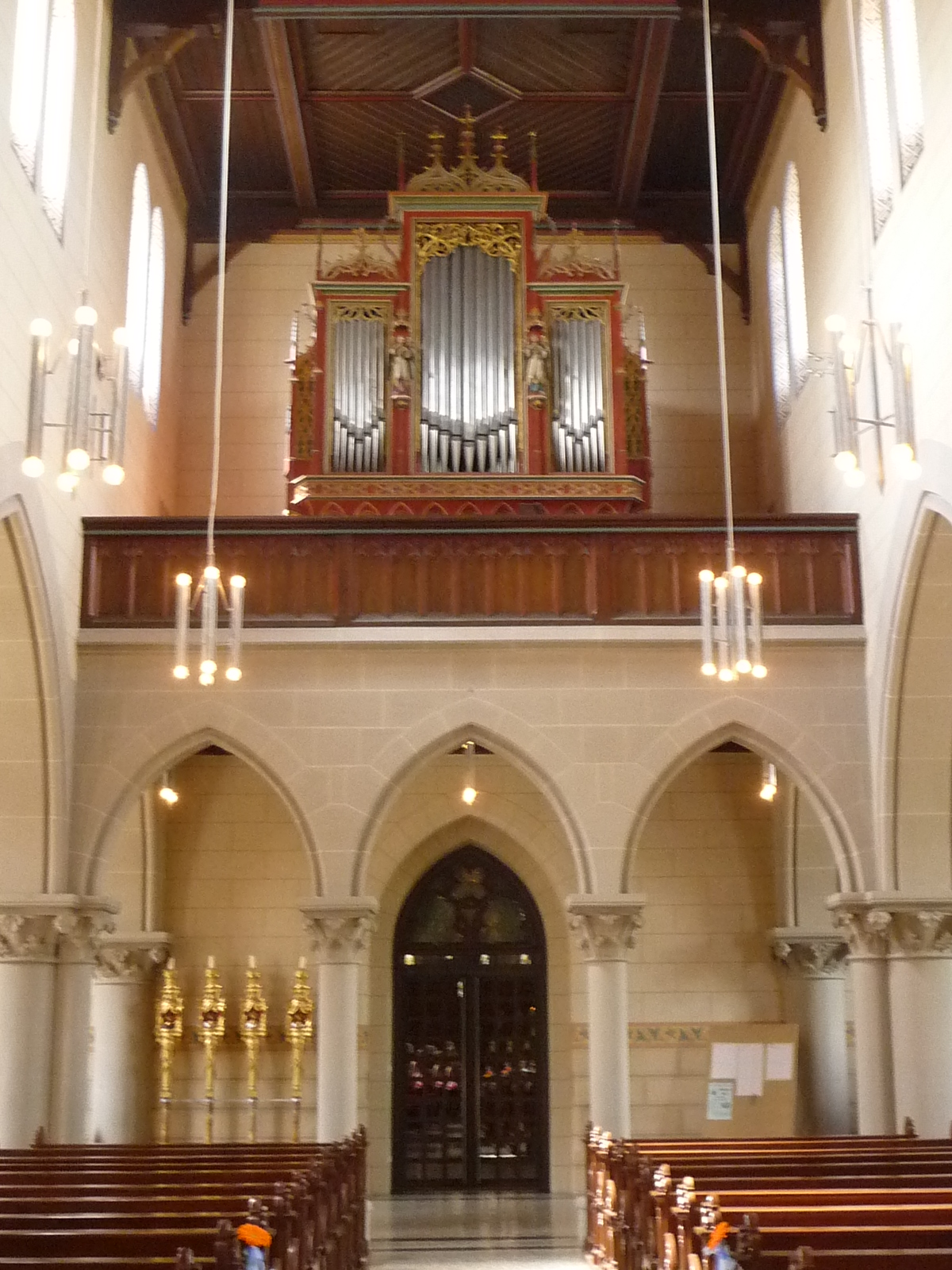
Orgel der Pfarrkirche
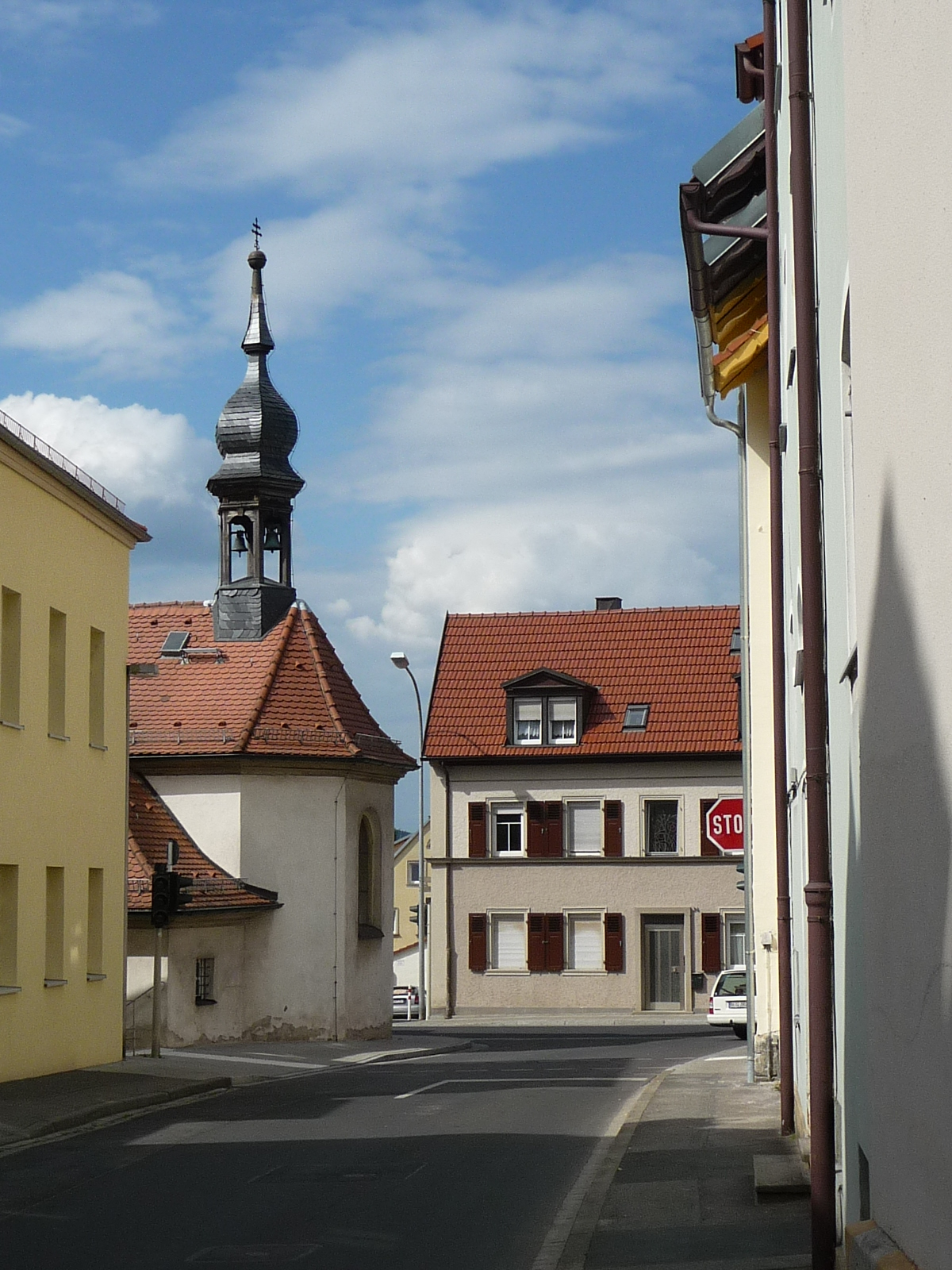
Kapelle St. Sebastian
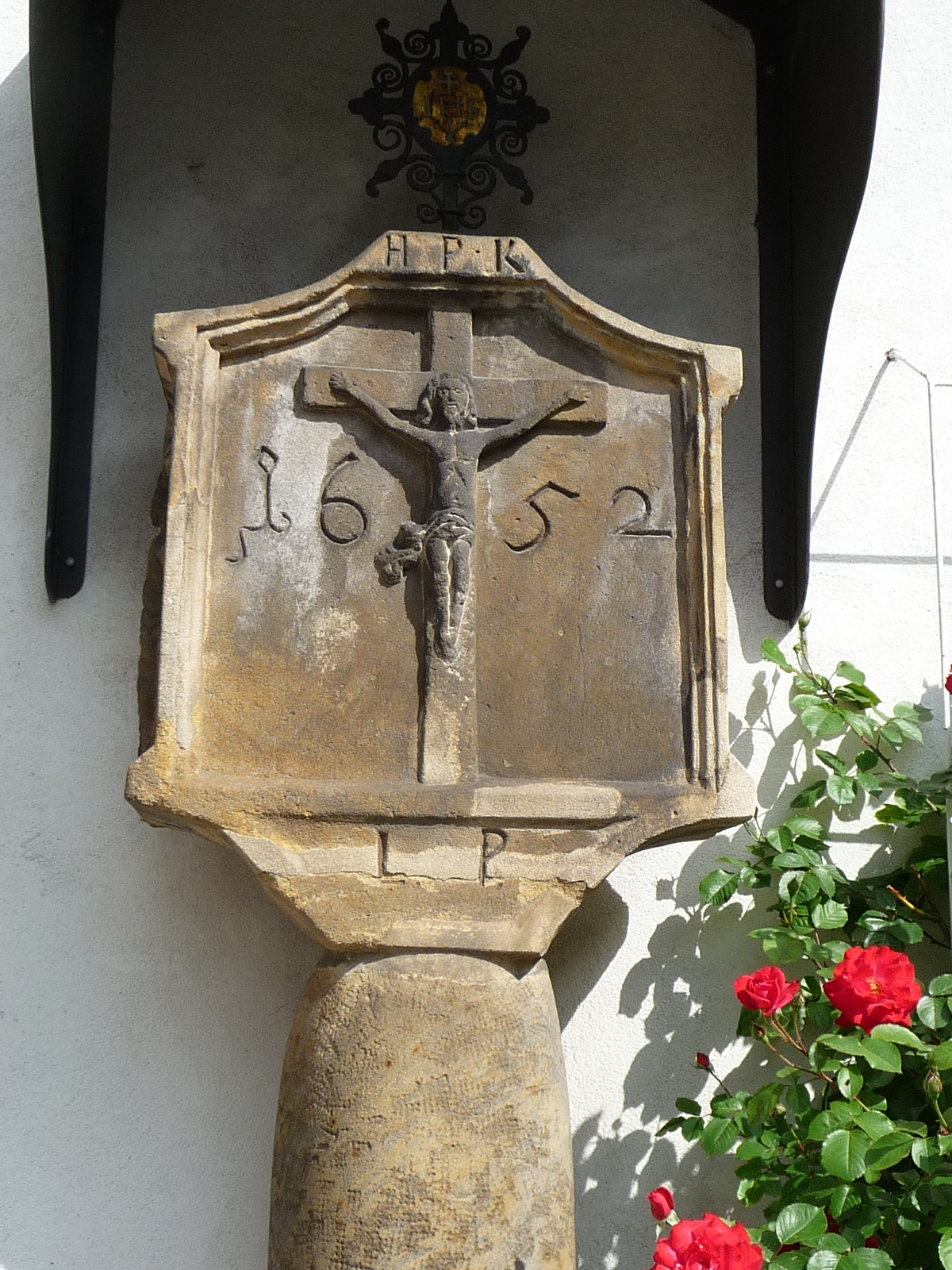
Pestmarter mit Jahreszahl an der Kapelle St. Sebastian

- Pfarrkirche St. Josef, erbaut 1899–1906 mit neugotischer Ausstattung
- Fischerhof, Erholungsstätte der Mönche des Klosters Michelsberg in Bamberg
- Kapelle St. Sebastian, erbaut 1808 als erster Kirchenneubau Nordbayerns nach der Säkularisation
- Pestmarter
- Cherbonhof (ab 1820 im Besitz der Edlen von Weling und ihrer Nachkommen)
- Kriegerdenkmal, 1922 von Hans Leitherer, Bamberg (mit A. Seidlein)

## Religion
- Die römisch-katholische Pfarrei St. Josef, mit regelmäßigen Gottesdiensten der portugiesischen Mission Nürnberg, zählt ca. 3920 Katholiken mit Erstwohnsitz und bildet mit der Pfarrei St. Martin in der Stadtmitte sowie St. Josef im Hain den Seelsorgebereich St. Martin und St. Josef Bamberg.
- Die evangelisch-lutherische Kirche St. Matthäus wurde im Jahr 1964 eingeweiht. Sie steht auf einem Gelände, das der Gemeinde von der Familie Wörner geschenkt wurde.
- Seit dem Jahr 2000 nutzt die ukrainische griechisch-katholische Personalpfarrei St. Nikolaus für die Diözesen Bamberg und Würzburg die ehemalige Altenheimkapelle.
- Außerdem finden in Gaustadt regelmäßige Gottesdienste der russisch-orthodoxen Gemeinde Nürnberg statt.

## Vereine

### Sportvereine
- ASV Gaustadt: Fußball, Gymnastik, Nordic Walking
- DJK Teutonia Gaustadt: Fußball, Gymnastik, Aerobic, Ski, Triathlon, Tischtennis
- Voltigierverein e. V.
- Reitverein Hippo Plus e. V.: Reiten
- Zimmerstutzen- und Kleinkaliber-Schützenverein 1899 Gaustadt: Luftgewehr-, Luftpistole-, Zimmerstutzen-, Kleinkaliberschießen
- ASG Hofer Bamberg-Gaustadt 1897 e. V.: Luftgewehr-, Armbrust- und Kleinkaliberschießen
- RKB Solidarität Gaustadt: Radball, Rollkunstlauf
- Sportkegelclub Gaustadt: Kegeln

### Musik
- Liederhort 1874 Gaustadt e. V.
- Männerchor Gaustadt
- Blaskapelle St. Josef Gaustadt e. V.

### Sonstige
- Bürgerverein Gaustadt e. V.
- Obst- und Gartenbauverein Gaustadt e. V.
- Kleingartenverein Gaustadt e. V.
- Associacao Recreativa Portuguesa e.V (Verein der portugiesischen Gemeinde)
- Ortscaritasverein Gaustadt St. Josef e. V.
- KDFB – Zweigverein Gaustadt (katholischer deutscher Frauenbund)
- KJG Gaustadt
- Freiwillige Feuerwehr Bamberg – Löschgruppe Gaustadt-Michaelsberg
- Kleingartenverein  Schwarze Brücke e. V.
- VdK Gaustadt

## Persönlichkeiten

### Söhne und Töchter des Ortes
- Rudolf Groß (1888–1954), deutscher Kristallograph, Mineraloge und Hochschullehrer
- Hans Salb (1918–nach 1974), deutscher Bankier
- Andreas Sebastian Stenglein (1929–2025), deutscher Politiker (SPD)

### Persönlichkeiten, die im Ort gewirkt haben
- Klaus Zachert (1942–2011), deutscher Kommunal- und Landespolitiker (SPD), Konrektor an der Volksschule Bamberg-Gaustadt

### Ehrenbürger
(Quelle: )
- 1908: Heinrich Semlinger (1849–1929), Fabrikant
- 1950: Georg Mann (1891–1964), Domkapitular
- 1958: Friedrich Eberle (1907–1970), Pfarrer
- 1959: Amalie Salb (1893–1988), Rektorin

## Gaustadter Bildsteine

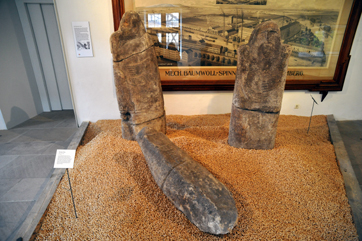
Gaustadter Bildsteine im Historischen Museum Bamberg

Die drei Bamberger Götzen (Gaustadter Götzen, richtiger: Gaustadter Bildsteine) wurden im Jahr 1858 aus dem Schwemmsand der Regnitz bei Gaustadt geborgen.
Es handelt sich um Skulpturen aus Keuper-Sandstein, der in geologischer Vorzeit im Obermaingebiet abgelagert wurde. Sie sind etwa 1 bis 1,70 m groß. Ihr Alter ist unbekannt, es kann von der Jungsteinzeit bis ins erste nachchristliche Jahrtausend reichen. Demzufolge können die Figuren als heidnische Götzen oder auch als frühchristliche Schöpfungen interpretiert werden.